# V (IIIA) департамент МВД ПНР
V (IIIA) департамент МВД ПНР (пол. Departament V (IIIA) Ministerstwa Spraw Wewnętrznych) — структурное подразделение Службы безопасности Министерства внутренних дел ПНР в 1979—1990. Специализировался на оперативном контроле над промышленными предприятиями и другими экономическими объектами. Особое внимание уделял борьбе с заводскими организациями независимого профсоюза Солидарность. Сыграл видную роль при введении военного положения в декабре 1981. Практиковал политические репрессии. Ликвидирован в ходе радикальных политических перемен при расформировании СБ.

## Организационная предыстория
Подразделения контроля над производством были создана в польской коммунистической госбезопасности сразу после прихода к власти правящая ППР, с 1948 — ПОРП. Значительная часть польского рабочего класса традиционно поддерживала антикоммунистических социалистов, Хадецию и Партию труда. Это воспринималось властями как проблемный фактор. Уже в первые годы коммунистического правления в Польше отмечались многочисленные забастовки. В основном они носили социально-экономический характер, но периодически развивались в политический протест. 
В 1944 Ведомство общественной безопасности (RBP) выделило на данное направление опергруппу ключевого департамента контрразведки. В Министерстве общественной безопасности (MBP) функционировал IV департамент — «защита национальной экономики», контролировавший весь хозяйственный комплекс государства: промышленность, сельское хозяйство, транспорт, торговлю, финансы, коммуникации. На особом положение находились охранные отделы крупных предприятий и военные отделы предприятий оборонного комплекса. Впоследствии была усилена специализация, выделены подразделения автомобильного, железнодорожного, водного и воздушного транспорта. Отдельно учреждены VIII департамент связи, IX департамент тяжёлой промышленности и сельскохозяйственная инспекция. В Комитете общественной безопасности (KdsBP) действовали IV (социально-экономический) и V (транспортный) департаменты.
28 ноября 1956 новое руководство ПОРП во главе с Владиславом Гомулкой провело очередную реформу правоохраны и госбезопасности. Органы госбезопасности и гражданской милиции объединялись в структуре Министерства внутренних дел ПНР. Учреждалась Служба безопасности МВД (SB MSW, СБ). Центральный аппарат СБ МВД ПНР включал более двадцати структурных подразделений, в том числе III департамент — «по борьбе с антигосударственной и антисоциалистической деятельностью». В структуре III департамента создавался 6 отдел — по оперативному контролю над промышленностью. Первым начальником отдела был назначен майор Владислав Цястонь.
6 отдел III департамента быстро начал разрастаться в функциях и подразделениях. Недавние события Познанского июня показали сложность положения в промышленности, активную оппозиционность многих рабочих. Органы «заводского контроля» создавались при всех комендатурах милиции и управлениях СБ. В 1972 в столичной комендатуре, с 1975 в Катовицкой, Краковской, Познанской, Лодзинской, Вроцлавской, Гданьской и Келецкой комендатурах были созданы самостоятельные подразделения вне подчинения 6 отделу. В январе 1979 приказом министра внутренних дел Станислава Ковальчика началась подготовка к созданию нового департамента СБ МВД.

## «Базисный» департамент
Департамент IIIA был учреждён приказом министра 1 мая 1979. Решение обосновывалось марксистской концепцией базиса и надстройки: в ведении III департамента оставались диссидентские политические группы, «идеологические диверсии», контроль над культурой, наукой, образованием, иные надстроечные категории — тогда как департамент IIIA занимался оперативным обеспечением безопасности в производственном базисе.
В структуру департамента IIIA были включены семь отделов:
- 1 отдел — информационно-аналитический
- 2 отдел — оперативно-логистический
- 3 отдел — «борьба с организованной антисоциалистической деятельностью в народном хозяйстве»
- 4 отдел — контроль над научно-техническими учреждениями
- 5 отдел — контроль над сельским хозяйством
- 6 отдел — контроль над промышленностью
- 7 отдел — контроль над транспортом, связью и банковской сферой

В феврале 1981 приказом министра внутренних дел Чеслава Кищака 7 отдел был передан во II департамент (контрразведка), 5 отдел — в IV департамент (антицерковный).
1 декабря 1981 департамент IIIA был переименован в V департамент МВД. Изменение нумерации также отразило повышение роли и значения. В ходе очередной реформы МВД, инициированной Кищаком в ноябре 1981, были созданы несколько профильных служб. V департамент, наряду с III, IV, VI, Исследовательским бюро, Главной инспекцией охраны промышленности, вошёл в состав министерской Службы безопасности.
В ноябре 1983 11 и 12 отделы II департамента были возвращены в V департамент. (В 1984 отделы 7, 8 и 9 также были выведены из IV департамента, но на их основе создан самостоятельный VI департамент — контроль над сельским хозяйством.) Структура приняла следующий вид:
- 1 отдел — информационно-аналитический
- 2 отдел — оперативно-логистический
- 3 отдел — борьба с независимым профсоюзом Солидарность
- 4 отдел — контроль над научно-техническими учреждениями
- 5 отдел — контроль над предприятиями горнодобычи и энергетики
- 6 отдел — контроль над предприятиями обрабатывающей промышленности
- 7 отдел — контроль над строительством, торговлей и кооперацией
- 8 отдел — контроль над транспортом, связью и банковской сферой

Первым начальником (директором) департамента IIIA был назначен 
- Владислав Цястонь в звании генерала бригады.

В ноябре 1981 генерал дивизии Цястонь стал начальником СБ МВД ПНР и заместителем министра внутренних дел Кищака. Пост начальника (директора) занял 
- полковник (впоследствии генерал бригады) Юзеф Сасин.

Среди заместителей начальника и начальников отделов, включая негласный штат, побывали такие видные деятели госбезопасности, как генерал бригады Зенон Платек, полковники Сильвестр Пашкевич, Владислав Куца, Адам Барщевский, Стефан Едынак, капитан Юзеф Поляк. Максимальной численности центральный аппарат департамента достигал в 1985: 222 гласных и 50 негласных функционеров.
Контроль департамента IIIA/V распространялся на 1200 предприятий. В структуру также входили шесть оперативных групп за границей — в СССР, ГДР, ЧССР — контролировавшие предприятия с участием ПНР.

## Оперативно-политическая деятельность

### Противостояние с профсоюзом
В августе 1980 мощная забастовочная волна привела к созданию независимого профсоюза Солидарность. Стало очевидно, что главную угрозу для власти ПОРП представляют не диссидентские группы и даже не Костёл, а многомиллионное рабочее движение. Повысилось значимость соответствующих подразделений госбезопасности.
Функционеры департамента IIIA/V позиционировались как авангардный отряд защиты ПОРП и ПНР. Политически они стояли на позициях «партийного бетона». Характерно, что начальник V департамента генерал Цястонь вскоре возглавил СБ в целом. Ключевое значение приобрёл 3 отдел, непосредственно занимавшийся «Солидарностью». Во главе стоял полковник Куца, ранее начальник 5 отдела III департамента.
Оперативники департамента плотно отслеживали ситуацию на заводах, вели оперативные разработки, вербовали осведомителей, провоцировали внутренние конфликты в профсоюзе. Жёсткая конфронтация возникла в марте 1981, при Быдгощском столкновении и всепольской предупредительной забастовке. За Быдгощским профцентром и его активистами велось усиленное наблюдение. Аналогично обстояло с Щецинским профцентром, Гданьским профцентром, Силезско-Домбровской, Краковской, Мазовецкой и другими организациями «Солидарности» в индустриальных регионах.

### Радомское прослушивание
К концу 1981 положение в стране обострилось до предела. Партийно-государственное руководство во главе с генералом Ярузельским сделало ставку на силовое подавление «Солидарности». 3 декабря 1981 президиум Всепольской комиссии «Солидарности» под председательством Леха Валенсы собрался на экстренное совещание в Радоме. Выработанная совещанием «Радомская платформа» требовала от властей публичного отказа от чрезвычайных мер, в противном случае объявлялась общенациональная забастовочная готовность.
Информацию о совещании «оперативно обеспечивал» 3 отдел V департамента. Полковник Куца распорядился организовать тайное прослушивание. Непосредственно руководил операцией подполковник Стефан Остапиньский, заместитель по СБ радомского коменданта милиции полковника Казимежа Отловского. Непосредственно записывал председатель Пилского профцентра Элигиуш Нашковский, сексот СБ по линии V департамента. Кассету получил Куца и на следующий день представил начальнику СБ Цястоню и министру Кищаку. С материалом были ознакомлены секретарь ЦК Ольшовский, вице-премьер Раковский, пресс-секретарь правительства Урбан и сам генерал Ярузельский. (Нашковский получил за мероприятие 50000 злотых при средней зарплате в стране 7700 злотых. Органы госбезопасности также выплатили выписанный ему штраф за нарушение правил автовождения.)
Операция радомского прослушивания, проведённая V департаментом, имела большое политическое значение. Запись была широко опубликована. На основании нескольких резких высказываний власти обвинили «Солидарность» в подготовке государственного переворота. Впоследствии Ярузельский ссылался на Радом как на «прямую причину, побудившую к действиям», хотя принципиальное решение было принято значительно раньше. Аудиозапись была передана V департаментом в Следственное бюро СБ и составила доказательную базу обвинений в отношении Анджея Гвязды, Северина Яворского, Яна Рулевского, Мариана Юрчика, Анджея Розплоховского, Кароля Модзелевского, Гжегожа Пальки. Этих лидеров «Солидарности» собирались вывести на показательный процесс, но план не был реализован. Все они амнистированы в 1984.

### Участие в репрессиях
13 декабря 1981 в Польше было введено военное положение. V департамент СБ МВД активно участвовал в репрессиях против «Солидарности». Особое внимание уделялось положению в Труймясто: после подавления силами ЗОМО забастовки Гданьской судоверфи здесь ожидались дальнейшие «разрушительные» протесты. После интернирования Леха Валенсы важное значение придавалось действиям представителей католического духовенства с их влиянием на массы.
Генерал Сасин по поручению заместителя министра внутренних дел генерала Стахуры пытался формировать «неоСолидарность» — контролируемый властями псевдопрофсоюз по модели «польской „зубатовщины“». Были отобраны более тысячи кандидатов на «профсоюзные» должности. Однако план не получил никакой поддержки в массах и был оставлен. С другой стороны, именно начальник V департамента организовывал лагеря интернирования активистов «Солидарности».
Генерал Сасин оставался во главе V департамента до конца 1980-х (за это время сменились три начальника СБ — генерал Цястонь, генерал Данковский, полковник Карпач). Задачи департамента принципиально не менялись, но расширялся охват — особенно при возвращении в структуру отделов транспорта, связи и финансов. В целом деятельность департамента трудно назвать успешной, учитывая быстрое воссоздание профорганизаций «Солидарности» и забастовочное движение в Польше 1988 года, в конечном счёте отстранившее ПОРП от власти.

## Преобразование и упразднение
После Круглого стола и победы оппозиции на альтернативных выборах правительство возглавил представитель «Солидарности» Тадеуш Мазовецкий. Но генерал Кищак ещё около года оставался министром внутренних дел, в органах МВД сохранялась структура СБ. 24 августа 1989 Кищак издал приказ о создании Департамента защиты экономики (DOG). В него вошли V департамент, VI (сельскохозяйственный) департамент и Главная инспекция охраны промышленности. Задачи DOG формально не имели идеологической или партийной мотивации: обеспечение безопасности хозяйствующих субъектов, гарантии экспортных поставок, координация при чрезвычайных ситуациях. Однако в штате сохранялись прежние кадры, директором оставался Сасин.
В июле 1990 СБ была расформирована. Функции государственной безопасности перешли к Управлению охраны государства. Ранее, в мае, упразднён DOG. Бывшие функционеры IIIA/V департамента подпадают под действие люстрационного законодательства, но некоторые из них благодаря связям и навыкам стали известны в частном бизнесе. Юзеф Сасин как бизнесмен обладал репутацией авантюрного могущества, фигурировал в деле об убийстве коменданта полиции Марека Папалы. В 2018 Сасин и Цястонь были приговорены к двум годам заключения за участие в репрессиях военного положения. К Владиславу Куце в 2016 обращался Лех Валенса, предлагая помочь в раскрытии правды о своих отношениях с СБ.